# Ceramida adusta
Ceramida adusta är en skalbaggsart som beskrevs av Ernst Gustav Kraatz 1882. Ceramida adusta ingår i släktet Ceramida och familjen Melolonthidae. Inga underarter finns listade.